# María de Lourdes Dieck-Assad
María de Lourdes Dieck-Assad (Monterrey, 22 de mayo de 1954) es una economista, diplomática, y profesora mexicana con una trayectoria en diversos sectores, incluyendo la academia, organizaciones internacionales, gobiernos y el ámbito empresarial. Ha ocupado cátedras en instituciones de México y Estados Unidos, y se desempeñó como embajadora de México en Bélgica, Luxemburgo y en las instituciones de la Unión Europea entre 2004 y 2007. Por sus servicios en estas funciones, fue condecorada con la Gran Cruz de la Orden de la Corona de Bélgica. Actualmente está retirada.

## Biografía
Asistió al Instituto Tecnológico y de Estudios Superiores de Monterrey (ITESM) de 1971 a 1975, se graduó cum laude, con una licenciatura en economía. Recibió su maestría en 1976 por la Universidad Vanderbilt y en 1983, su doctorado en el mismo campo, de la Universidad de Texas en Austin con una disertación de tesis “The effect of economic shocks under different monetary procedures and different economic structures,” (“El efecto de las crisis económicas bajo diferentes procedimientos monetarios y diferentes estructuras económicas") que escribió como interna en el Brookings Institution. Ella ha dicho que quería trabajar para fomentar impactos positivos en México, ya desde que venía estudiando como estudiante, sobre todo en cuestiones económicas y sociales.
Su marido es el economista Pedro Quintanilla Gómez-Noriega. Vivieron en Austin, Texas por cinco años, donde ambos proseguían los estudios de doctorado en Economía. Luego se fueron a vivir a Washington D. C., donde ambos trabajaban. Regresaron a México en 1992. Cuando la oportunidad se presentó para Dieck Assad para representar a México en Europa, recibió el pleno apoyo de su esposo y sus tres hijos, que ya estaban en la escuela media y en la universidad.

## Carrera
La principal pasión de Dieck-Assad es la macroeconomía, donde trabaja para crear relaciones intersectoriales entre sectores empresarial, gubernamental y académico, ocupando diversos cargos en todas esas áreas. Sus subespecialidades incluyen métodos cuantitativos (Econometría y Series de Tiempo) de dinero y banca, planificación económica y desarrollo económico.
Su primer cargo importante fue directora del Departamento de economía de la Universidad Anáhuac en México D. F. desde 1977 a 1978. Más tarde se convirtió, por concurso de antecedentes y oposición, en profesora titular y jefa del Departamento de economía de la Universidad Trinity en Washington D. C. desde 1987 a 1992, y a posteriori profesora de Economía en el ITESM desde 1992 a 2002. Desde 1995 a 2002, fue la líder del programa de doctorado en la gestión del ITESM (EGADE), así como trabajar con el Centro de Estudios Estratégicos. De 2002 a 2003 fue jefa de asesores del secretario del Departamento de Estado, así como adjunta a la Secretaría de Economía. En 2003, fue nombrada por el presidente Vicente Fox, como Subsecretaria de Relaciones Exteriores para Relaciones Económicas y Cooperación Internacional del Ministerio de Relaciones Exteriores. En 2004, Dieck-Assad fue designada, a continuación, por Fox como la embajadora en Bélgica y Luxemburgo, donde también se desempeñó como Jefa de la Misión a la Unión Europea, y representante permanente al Consejo Europeo. Regresó a México en 2007 para convertirse en la directora de la Escuela de Gobierno, Ciencias Sociales y Humanidades del campus del sistema ITESM.
Ha trabajado como consultora para diversas empresas e instituciones como: Asesoría Estratégica Económica y Financiera, Consultores Asociados, Bancomer, el gobierno del Estado de Nuevo León, para quien trabajó en estudios de mercado locales y nacionales, análisis del sector financiero y determinación de los precios en los holdings públicos. De 1985 a 1987, fue consultora del Banco Mundial, en Washington D. C.
Dieck Assad ha impartido cursos, seminarios y conferencias en más de 85 intervenciones, a estudiantes de distintos niveles, empresarios, y demás en México, Estados Unidos, América Latina, y Europa. Estos, por lo general se han centrado en temas como macroeconomía, economía teórica, política monetaria, economía mundial, competitividad, globalización y más, centrándose en México, América Latina, y los problemas mundiales.

## Honores
Reconocimientos incluyen la Gran Cruz de la Orden de la Corona de Bélgica, el galardón más alto del país por su trabajo como embajadora de México, así como la profesora mejor evaluada en el ITESM.
Fue nombrada la mejor estudiante de México (Ateneo de México), mientras era estudiante universitario, por alcanzar el promedio más alto al final de sus estudios de licenciatura en economía en ITESM, clase de 1975
También recibió becas:
- de la Universidad Trinity
- de la Institución Brookings
- la beca Sally Butler International de la American Association of University Women
- de la CONACYT
- de Fulbright

### Membresías
- Phi Kappa Phi Archivado el 6 de junio de 2014 en Wayback Machine.

## Algunas publicaciones
Colaboró con el Premio Nobel Paul A. Samuelson, con William D. Nordhaus y con José de Jesús Salazar sobre “Macroeconomía con aplicaciones a México” (1998, 2001) así como en “Macroeconomía con aplicaciones a América Latina” (2006) con los mismos coautores. También contribuyó en el capítulo “Violence and ungovernability in Latin America and the Caribbean: The Mexican case” del libro “Regional integration and social cohesion (RISC).” (egap)
Ha publicado artículos en revistas como la University of St. Thomas Law Journal, Revista Integratec, Revista Mexicana de Política Exterior, International Journal del Canadian Institute of International Affairs, así como ponencias para conferencias como el “Ciclo de conferencias internacionales: Conociendo China” en la Universidad Virtual, Tecnológico de Monterrey, Congreso Nacional de Maquiladoras, y en el II Conferencia Internacional de Manejo en el nuevo milenio: miradas de Iberoámerica hacia el futuro.